# Ramsay Richard Reinagle
Ramsay Richard Reinagle (19 mars 1775 - 17 novembre 1862) est un portraitiste, paysagiste et peintre animalier britannique, et fils de Philip Reinagle.

## Biographie
Ramsay Richard Reinagle est élève de son père Philip Reinagle, dont il suit le style, et il expose à la Royal Academy dès 1788. Il se rend ensuite en Italie et étudie à Rome en 1796. Par la suite, il visite la Hollande afin d'étudier les maîtres hollandais. Après son retour au pays, il peint un temps au panorama de Robert Barker à Leicester Square, puis s'associe avec Thomas Edward Barker, le fils aîné de Robert, qui n'est pas lui-même artiste, afin d'ériger un établissement rival dans le Strand. Ils réalisent des panoramas de Rome, de la baie de Naples, de Florence, de Gibraltar, de la baie de Gibraltar et de Paris, mais cèdent en 1816 leur établissement d'exposition à Henry Aston Barker et John Burford.
En 1805, Reinagle est élu membre associé de la Royal Watercolour Society et, en 1806, membre. Il en devient le trésorier en 1807, et en est le président de 1808 à 1812. Entre 1806 et 1812, il envoie à ses expositions soixante-sept dessins, pour la plupart des paysages italiens et des paysages des lacs anglais. À la même époque, il expose des portraits et des paysages à l'huile à la Royal Academy, dont il devient associé en 1814, et académicien en 1823. Il est un copiste habile des maîtres anciens, et on dit qu'il a été beaucoup employé par des marchands de tableaux pour restaurer et «améliorer» leurs œuvres.
Il continue à exposer à l'académie jusqu'en 1857, mais dans ses dernières années, il sombre dans la pauvreté et est aidé par une pension des fonds de l'académie. Il meurt à Chelsea le 17 novembre 1862.

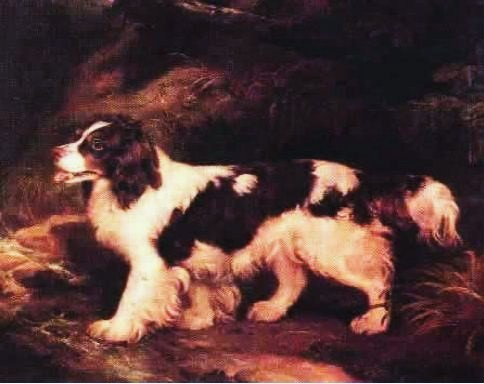
"Épagneul d'eau" (1815)

## Travaux
Trois planches, Richmond, Sion House, et The Opening of Waterloo Bridge in William Bernard Cooke 's The Thames sont  gravées d'après lui par Robert Wallis, et de nombreuses illustrations du Peacock's Polite Repository de 1818 à 1830 sont  gravées par John Pye de ses tableaux. Il y a aussi une vue de Haddon Hall, gravée par Robert Wallis, dans le Bijou de 1828, et une de Bothwell Castle, gravée par Edward Finden, dans John Tillotson's Album of Scottish Scenery, 1860. Reinagle écrit les notices scientifiques et explicatives de Turner 's Views in Sussex publiées en 1819, et la vie d'Allan Ramsay dans Lives of the British Painters d'Allan Cunningham.[réf. nécessaire]
Les peintures de Reinagle sont dans les collections de plusieurs institutions britanniques, dont Sheffield, Rotherham, Doncaster et Derby Art Gallery et dans la Government Art Collection.

## Famille
Reinagle épouse Oriana Bouvreuil en 1801. Ils ont trois fils, dont George Philip Reinagle le peintre, qui est le plus jeune. Il y a une fille, Oriana Jane, qui épouse Philip Dottin Souper,.